# 파우스투스 코르넬리우스 술라

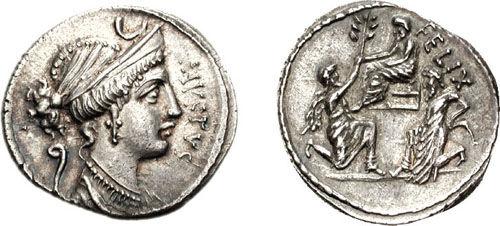

파우스투스 코르넬리우스 술라(Faustus Cornelius Sulla, 기원전 86년 - 기원전 46년)는 로마 공화정 말기의 군인, 정치인이다. 집정관과 독재관이었던 루키우스 코르넬리우스 술라의 아들이었다.
기원전 78년 아버지 술라의 사후, 누이 파우스타와 함께 아버지의 친구 루키우스 리키니우스 루쿨루스에 의해 양육되었다. 그는 폼페이우스 마그누스의 딸 폼페이아와 결혼하였으며 폼페이우스 마그누스의 아시아 원정에 동참하였다.
카이사르의 내전으로 폼페이우스와 율리우스 카이사르가 갈등할 때 그는 장인인 폼페이우스의 편을 들었다. 그러나 싸움에서 패하고 아프리카로 달아났다. 기원전 46년 탑수스 전투에서 패하고, 율리우스 카이사르의 추종자였던 푸블리우스 시티우스에 의해 암살당했다. 폼페이아에게서 태어난 두 자녀 중, 아들 파우스투스 코르넬리우스 술라는 기원전 31년에 콘술을 역임했다.

## 같이 보기
- 루키우스 코르넬리우스 술라
- 폼페이우스 마그누스
- 율리우스 카이사르